# Tomislav Mikulić
Tomislav Mikulić (* 4. Januar 1982 in Vukovar, SFR Jugoslawien heute Kroatien) ist ein ehemaliger kroatischer Fußballspieler.

## Karriere
Mikulić begann seine Karriere beim kroatischen Fußballklub NK Osijek, den er 2005 verließ. Er unterschrieb einen Vertrag über 3½ Jahre beim belgischen Erstligisten KRC Genk. Mikulic spielte für die U21-Nationalmannschaft Kroatiens, doch schaffte er den Durchbruch in die A-Nationalmannschaft nicht. Nach guter Leistungen wechselte er in der Winterpause 2007/2008 zurück in die kroatische Liga zu NK Dinamo Zagreb. Nach einem Jahr bei Standard Lüttich spielte er ab 2009 bis 2013 für den Erstligisten Beerschot AC. Wo er fester Bestandteil der Mannschaft war und auf 90 Ligaspiele kam, in denen er 2 Tore erzielte. 2013 wechselte er zum Ligakonkurrenten Oud-Heverlee Löwen und zur Hinrunde der Saison 2013/2014 nach Griechenland zu Panthrakikos. Bei den Griechen kam er allerdings nur selten zum Einsatz und wechselte zur Rückrunde die Liga und den Verein. Er unterschrieb beim polnischen Erstligisten Cracovia. Es folgten weitere Stationen bei NK Slaven Belupo Koprivnica und HNK Gorica Velika Gorica, ehe er 2016 sein Karriereende verkündete.

## Erfolge
- Kroatischer Meister (2008)
- Kroatischer Pokalsieger (2008)
- Belgischer Meister (2009)
- Belgischer Supercupsieger (2009 und 2010)